# Nomina sacra

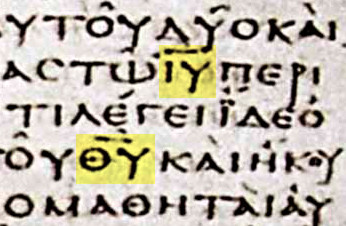
Dvě nomina sacra jsou zvýrazněna, Ι̅Υ̅ (Iésou) a Θ̅Υ̅ (Theoú). Vatikánský kodex (B), 4. stol.

Nomina sacra (sg. nomen sacrum - svaté jméno) je v paleografii označení pro zkratky posvátných jmen, které se užívaly v rukopisech Nového zákona, liturgických a dalších náboženských knih. Termín zavedl německý filolog Ludwig Traube, který se domníval, že tyto zkratky byly původně projevem úcty k Božím i jiným svatým jménům. Později se ale také vzhledem k množství náboženských textů, které bylo třeba opsat i několikrát, začaly užívat ke zkracování jiných než posvátných slov.
Zkratku často tvořila dvě nebo i více řeckých písmen podle různých pravidel, např. první a poslední písmeno nebo první dvě a poslední apod. Nad zkratkou se psal vodorovný pruh nebo vlnovka, která ji označovala jako zkratku. Inspirací pro vytvoření takové zkratky mohlo být psaní hebrejského výrazu pro Boha ve formě tetragrammatonu nebo i kniha Zjevení, ve které o sobě Bůh říká: "Já jsem Alfa i Omega, počátek i konec" (Zj 21,6).

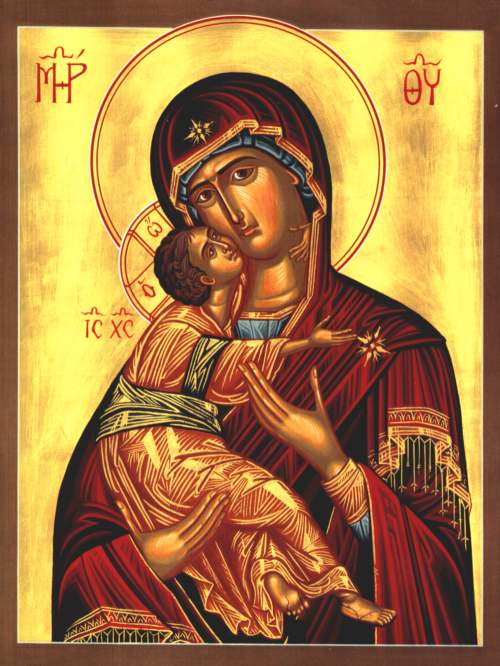
Ikona Bohorodičky (řecky Theotokos) se zkratkami MHP ΘΥ (řecky Métér Theoú) a IC XC

V současnosti se nomina sacra objevují zejm. ve východním křesťanství, kde jsou vyobrazována nejčastěji na ikonách a obrazech.

## Některá řeckánomina sacra:
| Svaté jméno    | Řecký překlad        | nomen sacrum (1. pád) | nomen sacrum (2. pád)       |
| -------------- | -------------------- | --------------------- | --------------------------- |
| Bůh            | ΘΕΌΣ (Theós)         | ΘΣ                    | ΘΥ (ΘΕΟΎ - Theoú)           |
| Pán            | ΚΎΡΙΟΣ (Kýrios)      | ΚΣ                    | ΚΥ (ΚΥΡΊΟΥ - Kyríou)        |
| Ježíš          | ΙΗΣΟΎΣ (Iésoús)      | ΙΣ                    | ΙΥ (ΙΗΣΟΎ - Iésoú)          |
| Kristus/Mesiáš | ΧΡΙΣΤΌΣ (Christós)   | ΧΣ                    | ΧΥ (ΧΡΙΣΤΟΎ - Christoú)     |
| Syn            | ΥΙΌΣ (Yiós)          | ΥΣ                    | ΥΥ (ΥΙΟΥ - Yioú)            |
| Duch           | ΠΝΕΎΜΑ (Pneúma)      | ΠΝΑ                   | ΠΝΣ (ΠΝΕΎΜΑΤΟΣ - Pneúmatos) |
| Kříž           | ΣΤΑΥΡΌΣ (Staurós)    | ΣΤΣ                   | ΣΤΥ (ΣΤΑΥΡΟΎ - Stauroú)     |
| Matka          | ΜΗΤΉΡ (Mitír)        | ΜΗΡ                   | ΜΗΣ (ΜΗΤΉΡOΣ - Mitíros)     |
| Bohorodička    | ΘΕΟΤΌΚΟΣ (Theotókos) | ΘΚΣ                   | ΘΚΥ (ΘΕΟΤΌΚΟY - Theotókou)  |
| Otec           | ΠΑΤΉΡ (Patír)        | ΠΗΡ                   | ΠΡΣ (ΠΑΤΈΡΟΣ - Patéros)     |
| Spasitel       | ΣΩΤΉΡ (Sotír)        | ΣΗΡ                   | ΣΡΣ (ΣΩΤΉΡΟΣ - Sotíros)     |
| Člověk         | ΆΝΘΡΩΠΟΣ (Ánthropos) | ΑΝΟΣ                  | ΑΝΟΥ (ΑΝΘΡΏΠΟΥ - Anthrópou) |
| Nebe           | ΟΥΡΑΝΌΣ (Ouranós)    | ΟΥΝΟΣ                 | ΟΥΝΟΥ (ΟΥΡΑΝΟΎ - Ouranoú)   |